# Elizabeth McCausland
Elizabeth McCausland (16 avril 1899 - 14 mai 1965) est une critique d'art, historienne et écrivaine américaine.

## Biographie
Elizabeth McCausland est née à Wichita, Kansas, le 16 avril 1899.
Quelques années après avoir obtenu son diplôme du Smith College (licence en 1920 et maîtrise en 1922), elle commence à travailler pour Springfield Sunday Union et The Springfield Republican, deux journaux basés à Springfield, Massachusetts. Elle s'investit dans l'Affaire Sacco et Vanzetti et compile une série d'articles dans une brochure intitulée La Menace Bleue .
Elle enseigne au Barnard College (1956), à la New School for Social Research (1946), au Design Laboratory (1939) et au Sarah Lawrence College (histoire de l'art, 1942-1944).
Elle travaille en étroite collaboration avec la photographe Berenice Abbott sur la publication de sa série Changing New York en 1939. Le projet est parrainé par le Federal Art Project et McCausland écrit le texte qui accompagne les photographies d'Abbott.
Une grande partie de son intérêt pour les études artistiques est enracinée dans ses aspirations à la démocratie et à la justice sociale. À partir du milieu des années 1930, elle travaille comme critique d'art et écrivaine indépendante, contribuant à Parnassus, The New Republic et Magazine of Art. Écrivant principalement sur la peinture et la photographie du réalisme social, la réaction de McCausland au tournant du monde de l'art vers l'abstraction dans les années 1950 est sombre, déclarant qu'elle ressent cela comme « une fuite de l'artiste loin de la réalité et de la responsabilité ». Ses sentiments s'adoucissent quelque peu au cours des années suivantes, et elle écrit que dans son engagement holistique envers les aspects sociaux de l'art, elle a le sentiment d'avoir négligé ses propres côtés émotionnel et poétique.
McCausland écrit Work for Artists en 1947, qui décrit les conditions de vie et le statut économique de l'artiste américain. Elle est également l'auteur d'ouvrages sur des artistes individuels, notamment Marsden Hartley, Alfred Henry Maurer, Edward Lamson Henry, Charles W. Hawthorne et George Inness. Elle écrit aussi : Careers in the Arts, Fine and Applied (1950) et Art Professions in the United States. Elle écrit également de la poésie et conçoit des publications en édition limitée qu'elle imprime sur sa presse privée.
En 1939, McCausland organise l'exposition rétrospective Lewis Hine au Riverside Museum. Parmi les autres expositions dont elle est l'organisatrice, on peut citer The World of Today (Berkshire Museum, 1939), une exposition de sérigraphies pour le Springfield Museum of Fine Arts et le New York State Museum (1940), et Photography Today (ACA Gallery, 1944).
En 1943, elle reçoit une Bourse Guggenheim, pour son étude sur « le statut de l'artiste en Amérique depuis l'époque coloniale jusqu'à nos jours, avec une attention particulière à la relation entre l'art et le mécénat ».
En 1944, elle est nommée au comité consultatif du département de photographie du Museum of Modern Art (MoMA).
En 1950, elle travaille comme consultante spéciale à la Corcoran Gallery of Art pour une exposition processionnelle américaine et est rédactrice en chef du livre d'accompagnement.
Les recherches de McCausland se concentrent particulièrement sur E.L. Henry, Lewis Hine, George Inness et Alfred Maurer. Elle passe les quinze dernières années de sa vie à faire des recherches sur le peintre Marsden Hartley.

## Vie privée

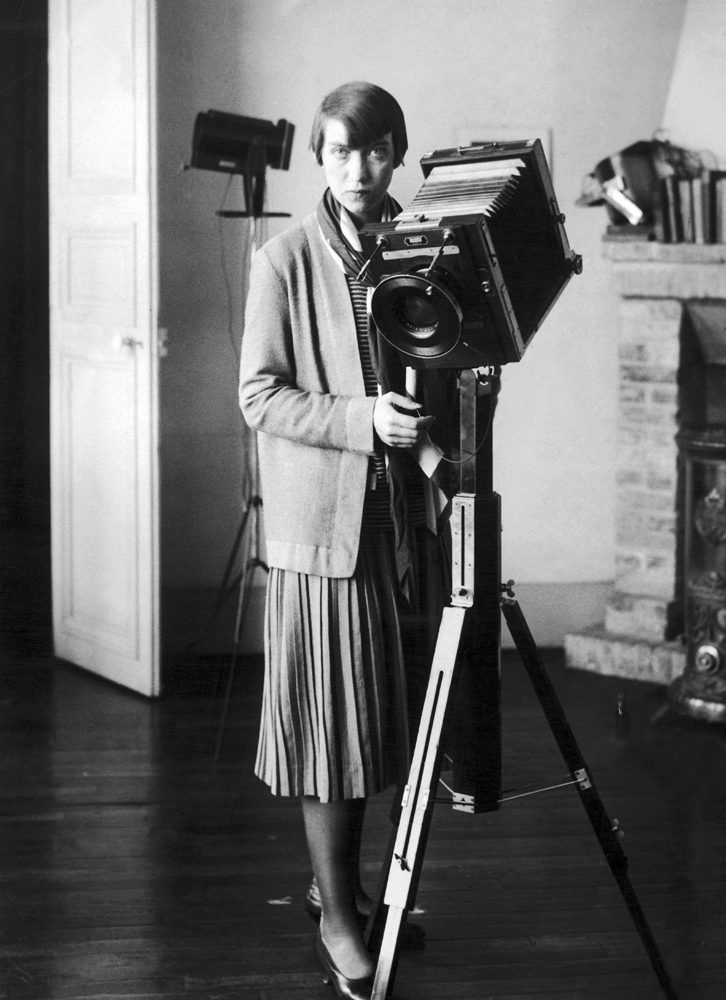
Bérénice Abbott, années 1930

McCausland s'installe à New York en 1935 et y meurt le 14 mai 1965. Elle y vit avec sa compagne Berenice Abbott au 50 Commerce Street, à Manhattan. Après la mort de McCausland, Abbott déménage dans le Maine où elle meurt en 1991. McCausland est inhumée au cimetière de Maple Grove, à Wichita.
McCausland correspondait également avec Arthur Dove et Alfred Stieglitz, ce dernier étant un ami proche.
Les archives d'Elizabeth McCausland sont conservées aux Archives of American Art, Smithsonian Institution.